# Marion Elskis
Marion Elskis (* 4. Dezember 1960 in Hamburg) ist eine deutsche Schauspielerin, Synchronsprecherin und Musikerin.

## Leben und Leistungen
Berufliches
Nach dem Abitur besuchte sie die Schauspielschule Hamburg.
Im Fernsehen war sie in mehreren Serien zu sehen, darunter Mit Leib und Seele, Großstadtrevier und Alphateam. Für die irische Rundfunkgesellschaft RTÉ drehte sie zusammen mit Liam Cunningham. Am Theater spielte sie Barfuß im Park oder Bei Anruf Mord. Sie stand an nahezu allen Hamburger Theatern auf der Bühne. 1983 bis 1988 spielte sie am Altonaer Theater. Besondere Aufmerksamkeit erreichte sie als „Blanche“ in Endstation Sehnsucht am Hamburger Ernst Deutsch Theater. Sie spielte unter anderem am Winterhuder Fährhaus die „Molly“ in der Komödie Kaltgestellt und die Hauptrolle in der deutschen Erstaufführung von Wenn Du tot wärst sowie eine Rolle im Erfolgsstück Frau Müller muss weg von Lutz Hübner.
Sie spricht Nicole Sullivan in der Serie Rita rockt und Teri Polo in West Wing. In den Videospielen Mass Effect 2 und Mass Effect 3 spricht sie die deutsche Synchronstimme von Aria T’Loak. Sie spricht unter anderem Holly Shumpert in King Of Queens. Auch in diversen Hörspielproduktionen (NDR, Jumbo, Europa etc.) sowie vielen Werbeproduktionen (Nivea, Telegate, Du darfst, Rotkäppchen Sekt und anderen) ist ihre Stimme zu hören.
Von 1998 bis 2006 war sie Mitglied der Musikgruppe Scarborough, die u. a. im ZDF aufgetreten ist und mit dem Titel Children of the world in den deutschen Compilation-Charts war. Inzwischen arbeitet sie als Solistin. Im Oktober 2011 erschien ihre erste Single Herbst, die in den deutschen Radios lief und fünf Wochen in den TOP 20 der Airplay-Charts (konservativ) war. Mit dem Lied trat sie auch im MDR in der Primetime-Sendung Der Herbst ist gekommen auf. Sie lieh Andie MacDowell, Bridget Fonda, Judy Garland, Neve Campbell, Jennifer Connelly und Sandra Bullock ihre Stimme.
Privates
Ihre Tochter Lea und ihr Sohn Anton sind ebenfalls Hörspiel- und Synchronsprecher.

## Synchronrollen (Auswahl)
Filme
- 1989: Tushka Bergen in Meine Pferde – Meine Liebe als Alice May Richards
- 1992: Sandra Bullock in Love Potion No. 9 – Der Duft der Liebe als Diane Farrow
- 1997: Saffron Burrows in Nevada als Quinn
- 2001: Isabelle Carré in Claire – Se souvenir des belles choses als Claire
- 2004: Rachael Stirling in Miss Marple: Mord im Pfarrhaus als Griselda Clement
- 2018: Bronagh Gallagher in Deine Juliet als Charlotte Stimple
- 2022: Marina Hands in Ein Triumph als Ariane

Serien
- 1983–1986: Captain Tsubasa/Die tollen Fußballstars als Rika Osawa
- 1987–1988: Sheena Easton in Miami Vice als Caitlin Davies-Crockett (5 Folgen)
- 2001: Nadia Dajani in King of Queens als Sophia Spooner (Folge 1x25)
- 2001–2007: Nicole Sullivan in King of Queens als Holly Shumpert (54 Folgen)
- 2010: Nicole Sullivan in Rita Rockt als Rita Clemens
- 2012–2013/2017: Persia White in Vampire Diaries als Abby Bennett Wilson (7 Folgen)
- 2013: Peta Sergeant in The Originals als Francesca Correa (6 Folgen)
- 2013: Meera Simhan in New Girl als Anu
- 2014–2015: Mariya Ise in The Seven Deadly Sins als Guila
- 2015–2016: Sasha Alexander in Shameless als Helene Runyon
- seit 2016: Cécile Bois in Candice Renoir als Candice Renoir
- 2017–2018: Nicole Sullivan in Disjointed als Maria Sherman (16 Folgen)
- 2019–2020: Mariya Ise in The Seven Deadly Sins: Wrath of the Gods als Guila

## Theater (Auswahl)
- 1994: Drei Schwestern von Anton Tschechow als Irina/Natascha im Hamburger Ernst-Deutsch-Theater (Regie: Valerie Grishko / Hans Fitze)[4]
- 1997: Endstation Sehnsucht von Tennessee Williams als Blanche im Hamburger Ernst-Deutsch-Theater (Regie: Peter Heinrich)[5]
- 2009: Wenn du tot wärst von Florian Zeller als Anne in der Komödie Winterhuder Fährhaus (Regie: Benjamin Utzerath)[6]
- 2012–2017: Frau Müller muss weg! als Marina in der Komödie Winterhuder Fährhaus und Alma Hoppes Lustspielhaus (Regie: Kai Uwe Holsten)[7]
- seit 2016: Zirkus Aimée von Curt Goetz als Aimée u. a. im Berliner Renaissance-Theater (Regie: Rainer Gerlach)[8]
- seit 2018: Ruhm in diversen Rollen in der Berliner Vaganten Bühne (Regie: Hajo Förster)[9]
- 2019–2020: Flashdance – Das Musical als Ms.Wilde / Pflegerin Louise / Hannah (Regie: Anders Albien)[10]
- 2022: Der Prozess des Hans Litten als Irmgard Litten in vier Gedenkstätten in Sachsen-Anhalt u.a in der Gedenkstätte Lichtenburg[11]

## Film/Fernsehen (Auswahl)
- 1994: Großstadtrevier[12]
- 2007: Die Rettungsflieger[12]
- 2015: Unsere Geschichte – Hamburg 1945. Die wahre Geschichte der Kapitulation (NDR Doku)[13]
- 2016: Die Pfefferkörner[12]
- 2018: SOKO Wismar[14]
- 2018: DB Regio Werbespot Das Schleswig-Holstein-Ticket: Tatort Regional-Express mit Christian Ulmen[14]
- 2018: Jerks.[14]
- 2022: Trügerische Sicherheit
- 2023: Unter anderen Umständen: Dämonen

## Hörbücher (Auswahl)
- 2018: Gina Mayer: Fabelhafte Ferien, Jumbo Verlag, ISBN 978-3-8337-3924-8
- 2020: Gina Mayer: Der magische Blumenladen. Hilfe per Eulenpost, Jumbo Verlag, ISBN 978-3-8337-4119-7

## Auszeichnungen
- 1984 Boy-Gobert-Preis als beste Nachwuchsschauspielerin für die „Irina“ in Drei Schwestern.